# Jeonbuk Hyundai Motors
Der Jeonbuk Hyundai Motors FC ist ein Fußballfranchise aus Jeonju, Südkorea. Aktuell spielt das Franchise in der K League 1, der höchsten Spielklasse Südkoreas.

## Geschichte
Gegründet wurde das Franchise 1993 als Wansan FC. Der Gründer des Franchises, Oh Hyung-Kun, hatte jedoch nicht genügend Geld zusammenbekommen, und das Franchise war als bald insolvent. Da man jedoch darauf bedacht war, ein lokales Franchise in der K-League zu haben, fand sich in einer lokalen Firma ein Geldgeber. 1994 trat das Franchise dann in die K-League ein und änderte seinen Namen in Jeonbuk Buffalo FC. Das Franchise verlor erneut viel Geld und konnte auch nicht die sportlichen Erwartungen erfüllen. Daher entzog die K-League Jeonbuk das Vertrauen, und im Dezember 1994 sprang das Unternehmen Hyundai Motors als Sponsor und Besitzer des Franchises ein.
In der ersten Saison 1995 belegte die Mannschaft den 5. Platz. Auch in den nächsten Jahren platzierte sich der Club im Mittelfeld. 2000, 2003 und 2005 konnte der Südkoreanische Pokal gewonnen werden.
2002 erreichte das Franchise das Finale des Asian Cup Winners Cup und gewann 2006 völlig überraschend die AFC Champions League. Der Sieg in der Champions League ermöglichte der Mannschaft die Teilnahme an der FIFA-Klub-Weltmeisterschaft 2006. Am Ende des Turniers belegte man Platz 5.
In der Liga gab es jedoch weiterhin nur Platzierungen im Mittelfeld. Dies änderte sich erst 2009, als die Mannschaft die K-League gewann. Auch 2010 war sie als Dritter vorne dabei. 2011 wurde der Club Südkoreanischer Meister und stieß in der AFC Champions League bis ins Finale vor. 2012 belegte man den 2. Platz.

## Erfolge

### National
- K League 1

Meister: 2009, 2011, 2014, 2015, 2017, 2018, 2019, 2020, 2021
Vizemeister: 2012, 2016, 2022
- Südkoreanischer Fußballpokal

Sieger: 2000, 2003, 2005, 2020, 2022
Finalist: 1999, 2013, 2023
- Südkoreanischer Supercup: 2004

### Kontinental
- AFC Champions League

Sieger: 2006, 2016
Finalist: 2011
- Asian Cup Winners Cup

Finalist: 2002

## Stadion
Das Franchise trägt seine Heimspiele seit 2002 im Jeonju-World-Cup-Stadion aus. Es wurde für die Fußball-Weltmeisterschaft 2002 errichtet und hat eine Kapazität von 43.348 Zuschauern. Während der WM 2002 fanden dort 3 Vorrundenspiele statt. Errichtet wurde das Stadion 2001.

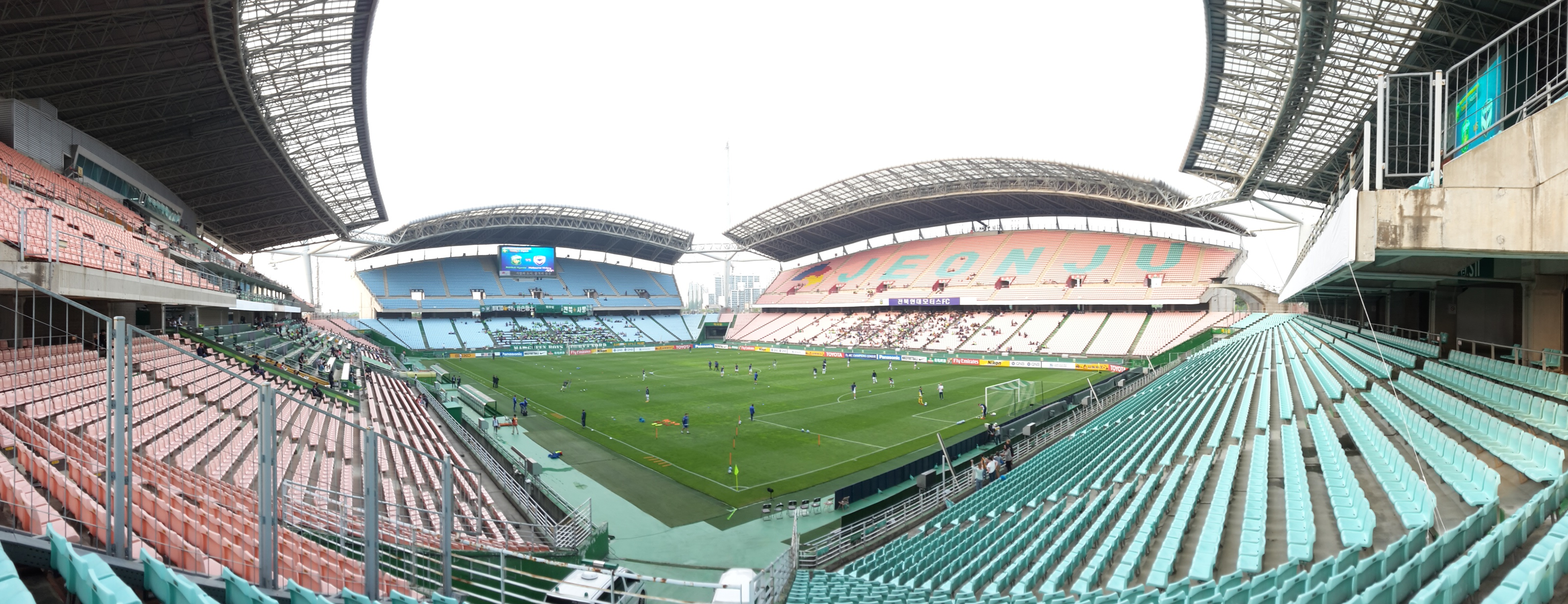
Jeonju-World-Cup-Stadion

## Saisonplatzierung
| Saison | Liga       | Level | Platz | FA Cup            | AFC CL        |
| ------ | ---------- | ----- | ----- | ----------------- | ------------- |
| 1995   | K League 1 | 1     | 7.    |                   |               |
| 1996   | K League 1 | 1     | 5.    | Viertelfinale     |               |
| 1997   | K League 1 | 1     | 6.    | Achtelfinale      |               |
| 1998   | K League 1 | 1     | 6.    | Achtelfinale      |               |
| 1999   | K League 1 | 1     | 7.    | Finale            |               |
| 2000   | K League 1 | 1     | 4.    | Sieger            |               |
| 2001   | K League 1 | 1     | 9.    | Halbfinale        |               |
| 2002   | K League 1 | 1     | 7.    | Viertelfinale     |               |
| 2003   | K League 1 | 1     | 5.    | Sieger            |               |
| 2004   | K League 1 | 1     | 6.    | Viertelfinale     | Halbfinale    |
| 2005   | K League 1 | 1     | 12.   | Sieger            |               |
| 2006   | K League 1 | 1     | 11.   | Achtelfinale      | Sieger        |
| 2007   | K League 1 | 1     | 8.    | Achtelfinale      | Viertelfinale |
| 2008   | K League 1 | 1     | 4.    | Viertelfinale     |               |
| 2009   | K League 1 | 1     | 1.    | Halbfinale        |               |
| 2010   | K League 1 | 1     | 3.    | Viertelfinale     | Viertelfinale |
| 2011   | K League 1 | 1     | 1.    | Achtelfinale      | Finale        |
| 2012   | K League 1 | 1     | 2.    | Viertelfinale     | Gruppenphase  |
| 2013   | K League 1 | 1     | 3.    | Finale            | Achtelfinale  |
| 2014   | K League 1 | 1     | 1.    | Halbfinale        | Achtelfinale  |
| 2015   | K League 1 | 1     | 1.    | Achtelfinale      | Viertelfinale |
| 2016   | K League 1 | 1     | 2.    | Viertelfinale     | Sieger        |
| 2017   | K League 1 | 1     | 1.    | 4. Runde          |               |
| 2018   | K League 1 | 1     | 1.    | Achtelfinale      | Viertelfinale |
| 2019   | K League 1 | 1     | 1.    | Sechzehntelfinale | Achtelfinale  |
| 2020   | K League 1 | 1     | 1.    | Sieger            | Gruppenphase  |
| 2021   | K League 1 | 1     | 1.    | Achtelfinale      | Viertelfinale |
| 2022   | K League 1 | 1     | 2.    | Sieger            |               |
| 2023   | K League 1 | 1     | 4.    |                   |               |
| 2024   | K League 1 | 1     |       |                   |               |

## Trainerchronik
| Trainer         | Nation    | von               | bis               |
| --------------- | --------- | ----------------- | ----------------- |
| Cha Kyung-bok   | Südkorea  | 26. November 1994 | 5. Dezember 1996  |
| Choi Man-heui   | Südkorea  | 6. Dezember 1996  | 18. Juli 2001     |
| Nam Dae-sik     | Südkorea  | 19. Juli 2001     | 3. Oktober 2001   |
| Cho Yun-hwan    | Südkorea  | 4. Oktober 2001   | 12. Juni 2005     |
| Kim Hyeong-yeol | Südkorea  | 13. Juni 2005     | 10. Juli 2005     |
| Choi Kang-hee   | Südkorea  | 1. Juli 2005      | 21. Dezember 2011 |
| Lee Heung-sil   | Südkorea  | 5. Januar 2012    | 12. Dezember 2012 |
| Fabio Lefundes  | Brasilien | 1. Januar 2013    | 30. Juni 2013     |
| Choi Kang-hee   | Südkorea  | 1. Juli 2013      | 28. November 2018 |
| José Morais     | Portugal  | 1. Januar 2019    | 31. Dezember 2020 |

## Ehemalige bekannte Spieler
- Choi Jin-cheul (1995–)
- Paulo Rink (2004)
- Zé Carlos (2006–2008)
- Stevica Ristić (2007–2010)
- Kang Min-soo (2008)
- Jusuf Dajić (2008–2009)
- Lee Dong-Gook
- Park Won-Jae
- Tiago Alves

## Ausrüster
| von  | bis   | Ausrüster     |
| ---- | ----- | ------------- |
| 1995 |       | Ludis         |
| 1996 |       | Fuerza Sports |
| 1997 | 2003  | Adidas        |
| 2004 |       | Umbro         |
| 2005 | 2006  | Reebok        |
| 2007 | heute | Hummel        |